# Évêque de Coventry

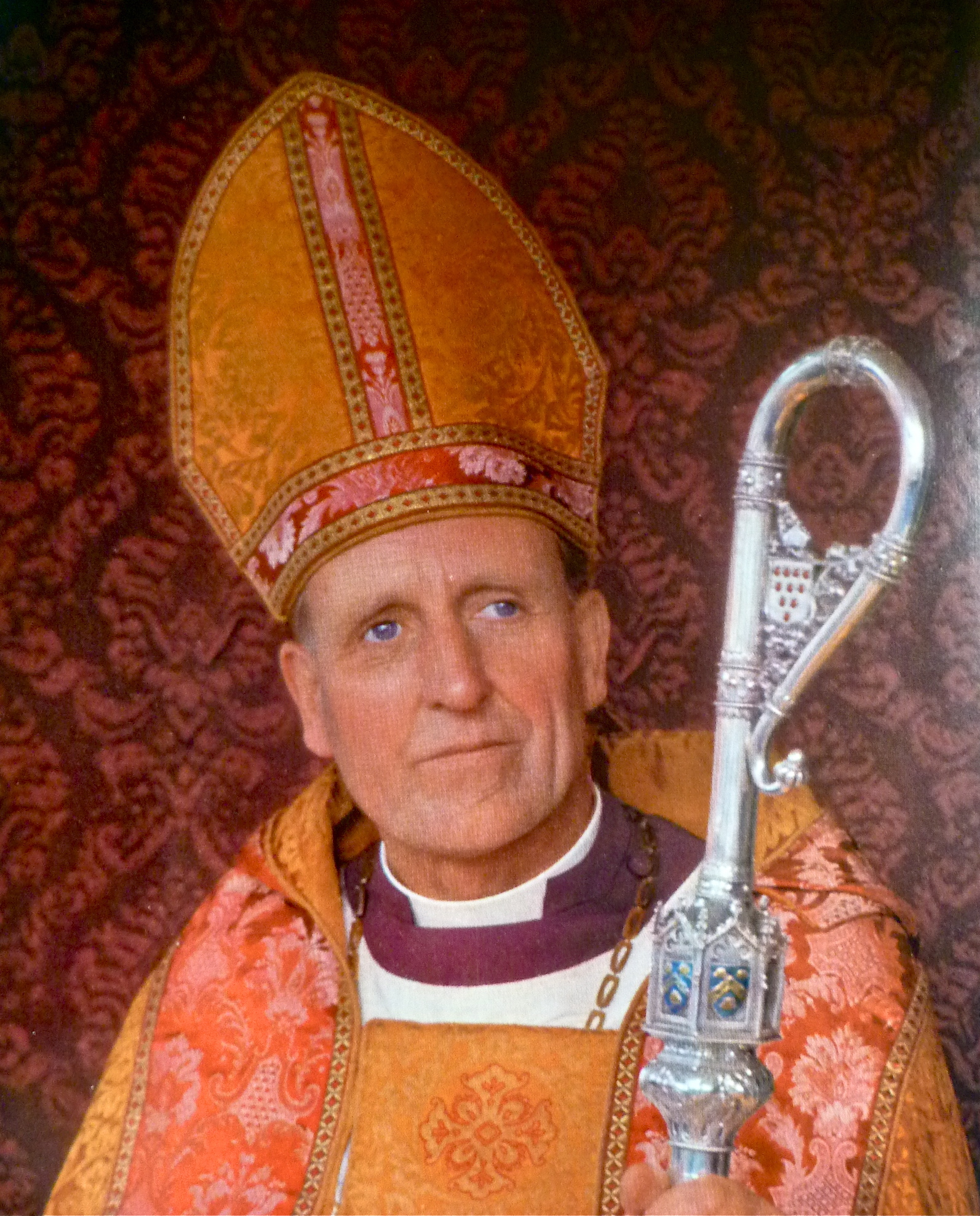
Evêque Cuthbert Bardsley

L'évêque de Coventry est un prélat de l'Église d'Angleterre. Il dirige le diocèse de Coventry, dans la province de Cantorbéry. Son siège est la cathédrale Saint-Michel de Coventry.

## Liste des évêques de Coventry
- 1918-1922 : Huyshe Yeatman-Biggs
- 1922-1931 : Charles Carre
- 1931-1943 : Mervyn Haigh
- 1943-1952 : Neville Gorton
- 1952-1976 : Cuthbert Bardsley
- 1976-1985 : John Gibbs
- 1985-1997 : Simon Barrington-Ward
- 1998-2008 : Colin Bennetts
- depuis 2008 : Christopher Cocksworth